# Varronia shaferi
Varronia shaferi är en strävbladig växtart som beskrevs av Nathaniel Lord Britton. Varronia shaferi ingår i släktet Varronia och familjen strävbladiga växter. Inga underarter finns listade i Catalogue of Life.